# 2042 Sitarski
2042 Sitarski è un asteroide della fascia principale. Scoperto nel 1960, presenta un'orbita caratterizzata da un semiasse maggiore pari a 2,7524349 UA e da un'eccentricità di 0,1519106, inclinata di 5,33061° rispetto all'eclittica.
Denominato in onore dell'astronomo polacco Grzegorz Sitarski.